# Dana (cantante irlandese)
Dana, pseudonimo di Dana Rosemary Scallon, nata Rosemary Brown (Islington, 30 agosto 1951), è una cantante e politica irlandese, nota per aver vinto l'Eurovision Song Contest 1970 con il brano All Kinds of Everything.

## Biografia
Dana è nata a Islington, Londra da Robert e Sheila Brown (nata Sheerin) nel 1951. Il padre, parrucchiere originario di Derry, Nord Irlanda, si trasferì a Londra in seguito alla disoccupazione lasciata dalla seconda guerra mondiale e trovò impiego come facchino presso la stazione di King's Cross.
Nel 1970 ha rappresentato l'Irlanda all'Eurovision Song Contest 1970, ospitato ad Amsterdam, con All Kinds of Everything, vincendo la manifestazione.
Continua ad avere successo nel suo paese e nel Regno Unito per tutti gli anni settanta lavorando anche come presentatrice televisiva e radiofonica. Ha interpretato un repertorio di musiche sacre in occasione della visita di papa Giovanni Paolo II in Irlanda nel 1979.
A metà degli anni ottanta Dana si dà alla vita politica. Le sue idee politiche sono di stampo conservatore.

## Vita privata
Il 5 ottobre 1978 ha sposato Damien Scallon presso la Cattedrale di Sant'Eugenio di Derry, prendendo quindi il suo cognome. La coppia ha quattro figli: Grace, Ruth, John James e Robert.
I coniugi Scallon vivono a Baile Chláir (o Claregalway), in Irlanda.

## Discografia

### Singoli
- 1967 - Sixteen
- 1968 - Come Along Murphy
- 1968 - Heidschi Bumbeidschi
- 1969 - Look Around
- 1970 - All Kinds of Everything
- 1971 - Who Put The Lights Out
- 1971 - New Days... New Ways
- 1975 - Please Tell Him That I Said Hello
- 1975 - It's Gonna Be a Cold Cold Christmas
- 1975 - Bau dein Haus auf Liebe
- 1976 - Never Gonna Fall in Love Again
- 1976 - Fairytale
- 1977 - I Love How You Love Me
- 1977 - Put Some Words Together
- 1979 - Something's Cookin' in the Kitchen
- 1982 - I Feel Love Comin' On
- 1982 - Yer Man
- 1982 - If You Really Love Me
- 1985 - Little Things Mean a Lot
- 1985 - If I Give My Heart to You
- 1986 - Everything Is Beautiful
- 1987 - Lipstick on Your Collar
- 1988 - Summer Romeo
- 1989 - Harmony
- 2005 - Children of the World

### Album
- 1970 - All Kinds of Everything
- 1974 - The World of Dana
- 1975 - Have a Nice Day
- 1976 - Love Songs and Fairytales
- 1979 - The Girl Is Back
- 1980 - Everything Is Beautiful
- 1981 - Totally Yours
- 1982 - Magic
- 1983 - Let There Be Love
- 1984 - Please Tell Him That I Said Hello
- 1985 - If I Give My Heart to You
- 1987 - In the Palm of His Hand
- 1987 - No Greater Love
- 1989 - The Gift Of Love
- 1990 - All Kinds of Everything (compilation)
- 1991 - Dana's Ireland
- 1991 - The Rosary
- 1992 - Lady of Knock
- 1993 - Hail Holy Queen
- 1993 - Say Yes!
- 1995 - The Healing Rosary
- 1996 - Dana the Collection
- 1997 - Humble Myself
- 1997 - Forever Christmas
- 1997 - Heavenly Portrait
- 1998 - The Best of Dana
- 1998 - Stations of the Cross
- 2004 - Perfect Gift
- 2005 - In Memory of Me
- 2006 - Little Baby: Songs for Life
- 2006 - Totus Tuus
- 2007 - Good Morning Jesus!